# Stichting Betaald Voetbal Vitesse
Lo Stichting Betaald Voetbal Vitesse, noto semplicemente come Vitesse (francese per "velocità"), è stata una società calcistica olandese di Arnhem.
Fondato nel 1892, è uno dei club olandesi di più antica costituzione. Ha vinto la Coppa dei Paesi Bassi nel 2016-2017 e in campionato vanta come miglior risultato il terzo posto conseguito nella stagione 1997-1998. L'8 agosto 2025 viene revocata la licenza professionistica al club, in seguito ad anni di irregolarità finanziarie.

## Storia

### Fondazione e primo cinquantennio
Il Vitesse venne fondato nel 1892. Fu il secondo club professionistico di calcio a costituirsi nei Paesi Bassi, dopo lo Sparta Rotterdam, fondato nel 1888. Le radici del Vitesse risalgono al 1887, quando un club di cricket di nome Arnhemsche cricket- en voetbalvereeniging Vitesse fu costituito nella città di Arnhem da studenti della locale scuola superiore, che inizialmente praticavano questo sport al Rijnkade, campo situato nei pressi del fiume Reno. Questi ragazzi scelsero per il sodalizio un nome francese, Vitesse, che significa "velocità", ma nel 1891 il club si sciolse a causa dell'impossibilità di trovare dei luoghi adatti per giocare a cricket, anche perché al Klarenbeek Park, dove erano soliti disputare le partite, fu costruito un velodromo. 
Nel 1892 un gruppo di studenti provenienti da famiglie benestanti ridiedero vita all'idea, fondando una società polisportiva, l'AVC Vitesse, acronimo di Arnhemse Voetbal en Cricketclub Vitesse. La squadra giocava a cricket d'estate e a calcio d'inverno. Alla fine dell'anno il Vitesse disputò la sua prima partita di calcio e nel 1894 chiuse la sezione di cricket. Nel 1895 e nel 1896 divenne campione regionale della Gheldria. Dal 1898, quando fu fondato il campionato nazionale, al 1954 il titolo nazionale fu deciso dagli spareggi nazionali, cui accedevano le varie squadre campioni regionali. Il Vitese perse in sei occasioni la finale del campionato nazionale (1898, 1899, 1903, 1913, 1914 e 1915).
Nel 1912 la squadra raggiunse la finale della Coppa dei Paesi Bassi per la prima volta e perse per 2-0 contro l'Haarlem. In questo periodo vestirono la maglia del Vitesse giocatori di prim'ordine come Willem Hesselink e Just Göbel, poi attivi nella nazionale olandese. Nel 1914 il club ebbe il primo allenatore straniero, il britannico John William Sutcliffe.

### Dalla seconda guerra mondiale agli anni ottanta
Durante la seconda guerra mondiale, nel corso della battaglia di Arnhem, gli abitanti della città furono cacciati dalle proprie case, per consentire ai tedeschi di trasformare la riva settentrionale del Reno in una linea difensiva. Ai residenti non fu concesso di tornare a casa senza permesso, per cui molti abitanti cercarono rifugio altrove. La sede e il campo di calcio del club andarono completamente distrutti il danno fu riparato solo anni dopo la fine della guerra.

### La presidenza di Aalbers e l'ascesa del club
Nel 1984 si decise di operare una distinzione tra sezione professionistica e dilettantistica del club. La sezione professionistica venne denominata SBV Vitesse (dove l'acronimo sta per Stichting Betaald Voetbal, "fondazione di calcio professionistico"), mentre la sezione dilettantistica divenne Vitesse 1892, durata sino al 2009. Nel 1984 si insediò il presidente Karel Aalbers, il cui obiettivo alla guida del SBV Vitesse fu riportare il club ai piani alti della seconda divisione calcistica olandese e poi in massima serie. Nel 1990 la squadra debuttò nelle competizioni UEFA per club, battendo all'esordio il Derry City per 1-0 nel primo turno della Coppa UEFA 1990-1991. 
Qualche anno dopo il club scelse di adottare un terreno di gioco scorrevole, un'innovazione introdotta nel 1998, quando venne inaugurato il Gelredome, lo stadio del Vitesse: il campo di gioco scivola esternamente allo stadio e svela una pavimentazione che permette lo svolgimento di eventi e concerti, senza danneggiare il prato. Nel 1998-1999, stagione successiva all'inaugurazione dell'impianto, la capienza fu portata a 20.000 spettatori, contro gli 8.000 che in precedenza poteva accogliere lo stadio. 
Grazie a un'attenta politica societaria sul fronte del calciomercato, i bilanci furono tenuti in ordine e la squadra riuscì a ottenere ottimi risultati neli anni novanta, piazzandosi nelle posizioni di vertice della classifica di Eredivisie e riuscendo a qualificarsi regolarmente per le coppe europee. Nel 1997-1998 la squadra riuscì a ottenere il terzo posto finale in campionato, miglior piazzamento nella storia del club, con l'attaccante Nikos Machlas laureatosi capocannoniere del campionato e Scarpa d'oro quale miglior marcatore d'Europa con 34 reti. In questi anni il ruolo di allenatore del Vitesse fu ricoperto per lo più da Herbert Neumann (1992-1995 e 1998-1999), mentre tra i calciatori stranieri, oltre a Nikos Machlas, si segnalarono il centrocampista John van den Brom, autentica bandiera della squadra con 110 gol segnati in 378 partite, e il difensore Edward Sturing, con 383 presenze dal 1987 al 1998, oltre all'attaccante Dejan Čurović, che in sei anni ammassò 109 presenze e segnò 41 reti, tra cui la prima marcatura realizzata al Gelredome. Anche la punta Roy Makaay trascorse quattro anni nelle file dei Vitesse, realizzando 42 gol in 109 partite dal 1993 al 1997.

### Il secondo millennio
Aalbers si dimise il 15 febbraio 2000, costretto alla mossa dalla Nuon, il principale sponsor del club. Il successore fu Jan Koning, già a capo di Sara Lee/DE e in carica per soli quattro mesi. La situazione economica del club iniziò a peggiorare e negli anni a venire la squadra dovette affrontare varie crisi finanziarie, la più pesante delle quali si verificò nel 2008, quando il rischio della bancarotta si fece molto concreto.
Nell'agosto del 2010 il club venne acquistato dall'imprenditore georgiano Merab Jordania, amico del proprietario della squadra inglese del Chelsea Roman Abramovič. Nel 2011 le due società si accordarono per un partenariato, ancora oggi in vigore, che prevede il passaggio in prestito al Vitesse di alcuni giovani calciatori del Chelsea.
Nel 2012-2013 la squadra ottenne il quarto posto con il tecnico Fred Rutten e piazzò Wilfried Bony, autore di 31 gol in 30 partite, al primo posto della classifica dei marcatori della Eredivisie. Nel novembre 2013 la squadra salì in vetta alla classifica del massimo campionato olandese per la prima volta dal 2006 e per la prima volta dopo la prima settimana di campionato dal 2000.
Il 30 aprile 2017, a due settimane dal 125º anniversario del club, il Vitesse si aggiudicò il primo trofeo della propria storia, la Coppa d'Olanda, battendo in finale l'AZ Alkmaar per 2-0, grazie alla doppietta di Ricky van Wolfswinkel. Perse poi la Supercoppa dei Paesi Bassi, venendo sconfitto per 4-2 ai tiri di rigore (1-1 dopo i tempi supplementari) al de Kuip di Rotterdam contro il Feyenoord. Nel 2021-2022 la squadra ha esordito nella neocostituita Conference League, dove, dopo essersi fatta strada a partire dal terzo turno di qualificazione, cade infine agli ottavi contro la Roma, futura vincitrice del torneo. 
Due anni dopo, durante la stagione 2023-2024, il Vitesse va incontro ad una stagione disastrosa che vede il culmine a quattro giornate dal termine: i gialloneri, già ultimi in classifica, vengono sanzionati di 18 punti per la violazione delle norme sulle licenze, ciò decreta di conseguenza la loro retrocessione aritmetica in Eerste Divisie. Il 31 luglio 2025, dopo un'altra stagione complicata, tra penalizzazioni e ultimo posto in classifica, la KNVB ha sancito la revoca della licenza di club professionistico, avvicinando la società al fallimento. 
L'8 agosto 2025, il Vitesse perde ufficialmente il ricorso presentato contro la decisione della KNVB, decretando così definitivamente la fine del calcio professionistico ad Arnhem.

## Colori e simboli

### Colori
I colori del Vitesse sono il giallo e il nero: la maglia è a strisce verticali, mentre i pantaloncini e i calzettoni sono bianchi.

## Strutture

### Stadio

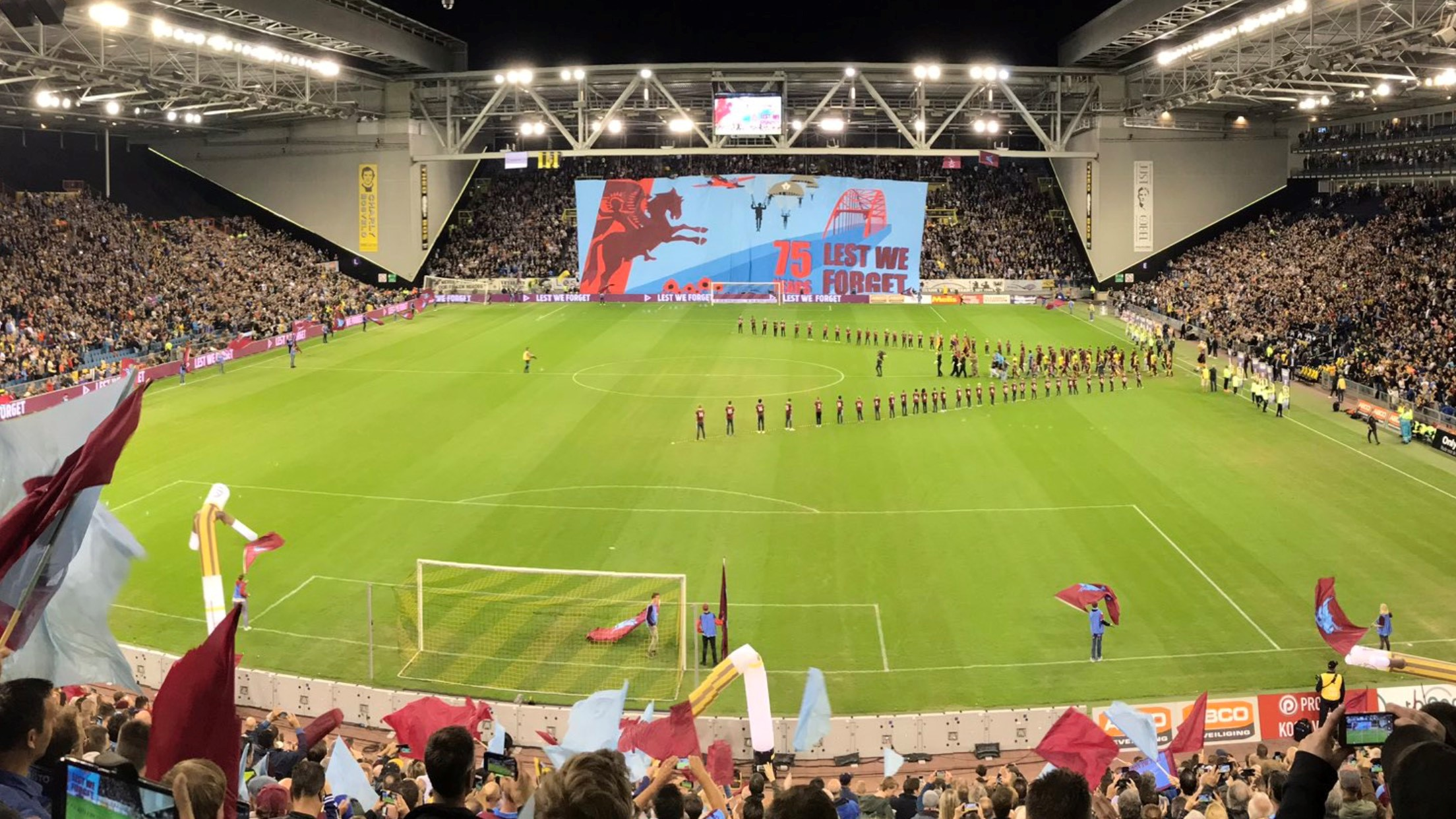
Veduta panoramica del Gelredome.

Dal 1998 la squadra disputa le proprie partite casalinghe al Gelredome, stadio da 21.000 posti, primo al mondo con il terreno di gioco scorrevole e, dopo l'Amsterdam Arena, il secondo d'Europa ad adottare il tetto retrattile. L'idea di uno stadio multifunzione in cui si riuscisse a preservare il manto erboso rendendolo scorrevole si deve al presidente del Vitesse, Karel Aalbers. Lo stadio fu inaugurato il 25 marzo 1998 in occasione di una partita tra Vitesse e NAC Breda, vinta dai padroni di casa per 4-1. Fu utilizzato per tre gare della prima fase del successivo campionato d'Europa 2000: tra le altre, si giocò qui la gara tra l'Italia e la Turchia.
In precedenza veniva utilizzato il Nieuw Monnikenhuize, che era stato aperto nel 1950.

## Calciatori

### Vincitori di titoli
- Scarpa d'oro:   Nikos Machlas (1998)

## Palmarès

### Competizioni nazionali
- Coppa dei Paesi Bassi: 1

2016-2017
- Eerste Divisie: 2

1976-1977, 1988-1989
- Tweede Divisie: 1

1965-1966

### Altri piazzamenti
- Campionato olandese:

Secondo posto: 1902-1903, 1913-1914
Terzo posto: 1997-1998
- Coppa dei Paesi Bassi:

Finalista: 1911-1912, 1926-1927, 1989-1990, 2020-2021
Semifinalista: 1999-2000, 2000-2001
- Eerste Divisie:

Secondo posto: 1959-1960, 1973-1974
Terzo posto: 1968-1969, 1970-1971, 1972-1973, 1974-1975
- Supercoppa dei Paesi Bassi:

Finalista: 2017

## Statistiche e record

### Partecipazione ai campionati e ai tornei internazionali

#### Campionati nazionali
Il miglior risultato ottenuto nell'Eredivisie è il terzo posto della stagione 1997-1998.
Dalla stagione 1956-1957 alla 2022-2023 il club ha ottenuto le seguenti partecipazioni ai campionati nazionali:
| Livello | Categoria      | Partecipazioni | Debutto   | Ultima stagione | Totale |
| ------- | -------------- | -------------- | --------- | --------------- | ------ |
| 1º      | Eredivisie     | 32             | 1990-1991 | 2023-2024       | 32     |
| 2º      | Eerste Divisie | 25             | 1956-1957 | 1988-1989       | 25     |
| 3º      | Tweede klasse  | 4              | 1962-1963 | 1965-1966       | 4      |

#### Tornei internazionali
Il club ha partecipato alla fase a gironi dell'Europa League 2017-2018 senza però superarla. Il passaggio del turno è invece avvenuto nella Conference League 2021-2022: gli olandesi sono stati eliminati negli ottavi dalla Roma poi campione.
Alla stagione 2022-2023 il club ha ottenuto le seguenti partecipazioni ai tornei internazionali:
| Categoria                     | Partecipazioni | Debutto   | Ultima stagione |
| ----------------------------- | -------------- | --------- | --------------- |
| Coppa UEFA/UEFA Europa League | 14             | 1990-1991 | 2018-2019       |
| UEFA Europa Conference League | 1              | 2021-2022 | 2021-2022       |

## Organico

### Rosa 2024-2025
Rosa aggiornata al 5 febbraio 2025.
| N. |                        | Ruolo | Calciatore             |
| -- | ---------------------- | ----- | ---------------------- |
| 2  | Paesi Bassi (bandiera) | D     | Mees Kreekels          |
| 3  | Paesi Bassi (bandiera) | D     | Giovanni van Zwam      |
| 5  | Paesi Bassi (bandiera) | D     | Justin Bakker          |
| 6  | Paesi Bassi (bandiera) | D     | Loek Postma            |
| 7  | Paesi Bassi (bandiera) | C     | Gyan de Regt           |
| 8  | Paesi Bassi (bandiera) | C     | Enzo Cornelisse        |
| 9  | Paesi Bassi (bandiera) | A     | Simon van Duivenbooden |
| 10 | Paesi Bassi (bandiera) | C     | Miliano Jonathans      |
| 11 | Paesi Bassi (bandiera) | C     | Dillon Hoogewerf       |
| 12 | Paesi Bassi (bandiera) | P     | Sil Milder             |
| 16 | Paesi Bassi (bandiera) | P     | Tom Bramel             |
| 17 | Grecia (bandiera)      | C     | Theodosīs Machairas    |
| 18 | Paesi Bassi (bandiera) | C     | Jim Koller             |
| 19 | Paesi Bassi (bandiera) | A     | Andy Visser            |

| N. |                        | Ruolo | Calciatore          |
| -- | ---------------------- | ----- | ------------------- |
| 20 | Georgia (bandiera)     | C     | Irakli Yegoian      |
| 22 | Paesi Bassi (bandiera) | D     | Mats Egbring        |
| 23 | Paesi Bassi (bandiera) | P     | Mikki van Sas       |
| 24 | Paesi Bassi (bandiera) | D     | Roan van der Plaat  |
| 25 | Paesi Bassi (bandiera) | C     | Adam Tahaui         |
| 26 | Paesi Bassi (bandiera) | C     | Giovanni Büttner    |
| 28 | Paesi Bassi (bandiera) | D     | Alexander Büttner   |
| 29 | Sudafrica (bandiera)   | C     | Michael Dokunmu     |
| 30 | Paesi Bassi (bandiera) | P     | Sep van der Heijden |
| 37 | Grecia (bandiera)      | C     | Aggelos Tsiggaras   |
| 55 | Paesi Bassi (bandiera) | D     | Marcus Steffen      |
| 59 | Curaçao (bandiera)     | C     | Naygiro Sambo       |
| 98 | Croazia (bandiera)     | A     | Tomislav Gudelj     |